# ARP (synthétiseurs)
Pour les articles homonymes, voir ARP et Pearlman.
ARP Instruments, Inc. est une société américaine spécialisée dans la conception et la vente d'instruments de musique électroniques fondée en 1969 par Alan Robert Pearlman. ARP a disparu définitivement en 1981 pour des raisons financières.

## Histoire de la société

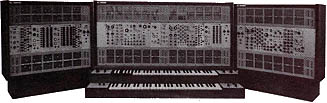
Le ARP 2500

### Un marché en devenir
Alan R. Pearlman, un brillant ingénieur, collaborateur à la NASA et créateur d'une firme de composants électroniques appelée Nexus, fonde en 1969 avec l'aide de 2 jeunes ingénieurs, David Friend et Lewis G.Pollock, Tonus Inc., une société spécialisée dans la fabrication de modules électroniques. Leur premier synthétiseur, l'ARP 2500 (ARP étant les initiales de Pearlman) est très apprécié par le milieu universitaire. Fort de ce succès, la société prend le nom ARP et sort en 1971 le 2600, une version portable du 2500 destiné au marché de la musique. Après un lancement difficile le 2600 connaît lui aussi le succès.
Dès sa création, ARP est soumise à la concurrence de la société Moog, qui partage les mêmes technologies et les mêmes objectifs. Les querelles sont fréquentes, notamment pour les filtres. Le modèle 4012, copié sur le filtre Moog, doit être remplacé par le 4072, moins bien conçu. Les oscillateurs, plus stables que ceux de Moog, seront un des points forts des synthétiseurs ARP. D'autres détails très secondaires (la forme des potentiomètres par exemple) montrent bien le côté dérisoire de cette compétition. L'obsession de la propriété intellectuelle des circuits va si loin que les modules de filtrage d'ARP sont noyés dans de la résine Epoxy, rendant toute réparation très difficile. Ce procédé ne sera abandonné qu'en 1978.

### De bons produits et de mauvais gestionnaires

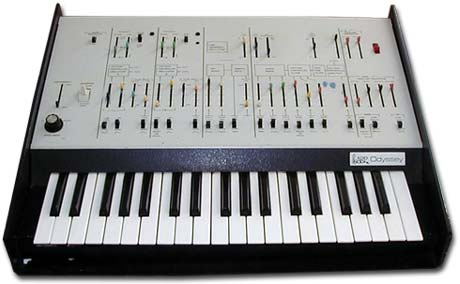
Odyssey 1

Face au Minimoog, ARP sort en 1972 l'Odyssey, un bon synthétiseur monophonique très innovant, puis le Pro-Soloist, un clavier à presets bon marché, concurrent du Satellite de Moog.
En 1976, ARP lance le clavier qui sera son plus grand succès, l'Omni, un mélange de 3 machines en 1, qui se vendra à plus de 4 000 exemplaires. C'est à cette époque qu'ARP occupe 40 % du marché encore fébrile du synthétiseur.
Malgré un bon chiffre d'affaires, la société n'a jamais d'avance sur trésorerie, les dépenses ne cessent de croître.
De nombreuses discordes apparaissent entre les 3 associés, et c'est David Friend qui prend la direction de la société à partir de 1977.

### L'Avatar
C'est aussi en 1977 que David Friend lance un projet de synthétiseur pour guitaristes, l'Avatar. Partant de la constatation qu'il y a plus de guitaristes que de claviers, il pense créer un nouveau marché très prometteur. La base de l'Avatar est tout simplement un Odyssey. Il reste la difficulté de pouvoir commander correctement les modules du synthétiseur à partir du signal d'une guitare. Pearlman s'oppose à ce projet mais il est volontairement écarté de la direction de l'entreprise. Malheureusement l'Avatar sort sur le marché avec beaucoup de défauts, 4 millions de dollars ont déjà été investis et tous les autres projets pourtant très prometteurs (dont le Centaur IV, un polyphonique modulaire) ont été gelés. L'Avatar ne rapportera qu'un million et demi de dollars durant seulement 2 années de production.

### Les projets de la dernière chance
La société tente pour sortir de l'impasse de diversifier ses activités. Elle rachète la firme Musitronics, spécialisée dans les effets de guitaristes, puis assure la distribution hors Europe des claviers italiens Siel.
Les synthétiseurs qui sortiront entre 1978 et 1980 sont assez peu innovants, on assiste essentiellement à une mise à jour de la gamme ainsi qu'à un "relookage". Le Pro-DGX est une version améliorée du Pro-Soloist, l'Omni II succède à l'Omni I, le Quartet est un dérivé de l'Orchestra de Siel, le Solus est un monophonique très bon marché. Seul le Quadra sort de l'ordinaire, c'est un des premiers claviers piloté par micro-processeur.
En 1979 la situation est devenue critique. La machine supposée sauver la société de la faillite est un piano électrique à 16 programmes, mais conçu trop rapidement il est entaché d'un défaut de conception, les membranes sensitives se détériorent sous l'effet de la chaleur. Il est alors impossible de faire face aux réparations, c'est un échec total malgré la sortie d'une seconde version à 4 programmes nettement plus fiable.
Alan Pearlman reprend finalement en main ARP et lance un dernier projet, le Chroma, un ambitieux synthétiseur hybride analogique/numérique polyphonique et programmable.
Mais il est déjà trop tard, la First National Bank of Boston coupe les comptes de la société. La dette s'élève à 1 800 000 $. ARP est mise en liquidation judiciaire en septembre 1981. Les créditeurs perdront environ 4 millions de dollars, et Alan Pearlman 500 000 dollars sur ses biens propres.

### L'après ARP
Le vice-président de ARP, Philip Dodds, vend le projet Chroma à CBS pour 350 000 Dollars. Le Chroma rapportera en une année 3 millions de Dollars. Le Polaris, une version simplifiée du Chroma, sort en 1984.
Le stock important de pièces détachées sera géré par la société Music Dealer Service à Chicago qui assurera également les réparations.
La plupart des anciens dirigeants de ARP se sont entre-temps tournés vers d'autres domaines, notamment l'informatique.
Mais l'aura des synthétiseurs ARP n'est pas disparu pour autant.
Des concepteurs de logiciels se sont lancés dans l'aventure de la simulation du 2600 et les principes de conception de ce dernier (système de patch, filtre) se retrouvent intégrés à plusieurs synthétiseurs "néo-analogiques".

## Liste des principaux produits

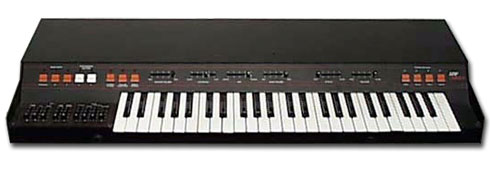
ARP Omni Mk2

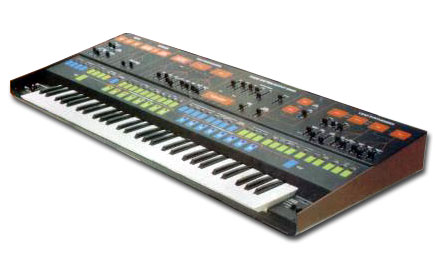
ARP Quadra

- 1970 - ARP 2500 (synthétiseur modulaire expérimental)
- 1971 - ARP 2600 (version portable du 2500, le plus connu)
- 1972 - ARP Odyssey (un monophonique concurrent du minimoog)
- 1972 - ARP Pro Soloist (un petit synthétiseur à presets, le premier avec un clavier sensible au toucher)
- 1974 - ARP Solina (synthétiseur de cordes très reconnaissable conçu par Eminent, un fabricant hollandais)
- 1975 - ARP Little Brother (synthétiseur pédagogique)
- 1975 - ARP Omni (synthétiseur "multi instruments" d'entrée de gamme)
- 1975 - ARP Axxe (synthétiseur monophonique d'entrée de gamme)
- 1977 - ARP Pro-DGX (synthétiseur "multi instruments" à presets, produit jusqu’en 1981)
- 1977 - ARP Omni 2 (synthétiseur "multi instruments" d'entrée de gamme)
- 1977 - ARP Avatar (un Odyssey dédié aux guitares)
- 1978 - ARP Quadra (une sorte de compilation des séries précédentes contrôlée par 4 microprocesseurs)
- 1979 - ARP Sequencer (séquenceur analogique)
- 1979 - ARP Quartet (un synthétiseur orchestral fabriqué par Siel)
- 1980 - ARP Solus (synthétiseur d'entrée de gamme, le dernier monophonique)
- 1981 - ARP Chroma (un synthétiseur polyphonique, vendu à CBS / Rhodes)

## Sources
- "ARP Story", par David Korn, magazine Keyboards hors série no 14
- Manuels des synthétiseurs ARP